# تايلر بينيت
تايلر بينيت (بالإنجليزية: Tyler Bennett)‏ (1 يناير 1992 بآكرون في الولايات المتحدة - ) هو لاعب كرة قدم أمريكي في مركز الوسط، شارك في الألعاب البارالمبية الصيفية 2012.